# Mohammad Musa Shafiq
Mohammad Musa Shafiq (Distrito de Kama, 1932-Kabul, 1978) fue un poeta, abogado y político afgano, último primer ministro del Reino de Afganistán.

## Biografía

### Primeros años y educación
Mohammad Musa Shafiq nació en el distrito de Kama, provincia de Nangarhar, Afganistán en 1932, en el seno de una familia de prominentes políticos afganos.
Se graduó de la secundaria Árabe Religiosa de Kabul. Obtuvo su grado de maestría de la Universidad Al-Azhar en Egipto. Obtuvo un máster adicional de la Universidad de Columbia en Nueva York, Estados Unidos de América.

### Carrera profesional
De regreso en Afganistán,en 1961 abrió la primera firma privada de abogados del país en Kabul. Fue designado embajador en Egipto en 1968, ocupando tal cargo hasta 1970.
Se convirtió en ministro de Relaciones Exteriores en 1971 y en primer ministro en diciembre de 1972. Como primer ministro, Shafiq buscó estrechar los lazos con los Estados Unidos y prometió una ofensiva contra el cultivo de opio y el contrabando. Su mandato fue efímero, pues solo duró siete meses hasta el golpe de Estado de 1973, que derrocó a la monarquía y proclamó la República.
Sobrevivió a lo largo del régimen de Mohammed Daud Khan, pero fue arrestado después de que el golpe de Estado comunista de 1978 y ejecutado junto con muchos otros políticos no comunistas a mediados de 1978.